# Chaillotpalatset

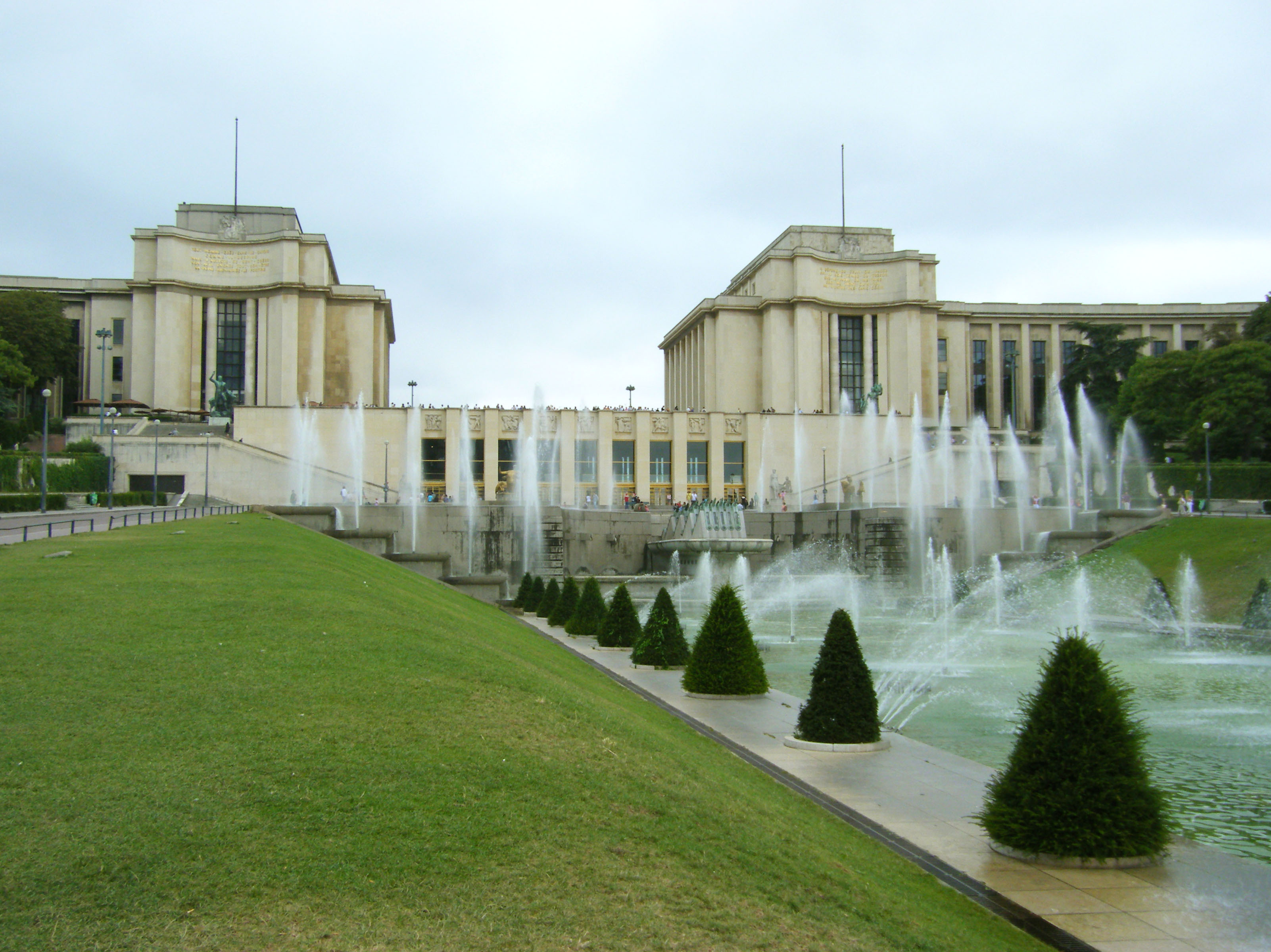
Chaillotpalatset (2009)

Chaillotpalatset (franska: Palais de Chaillot) är en byggnad i Paris i Frankrike. Palatset  består av två paviljonger med en mellanliggande terrass och ligger strax söder om Place Charles de Gaulle på Seines högra strand, samt bredvid Place du Trocadéro i sextonde arrondissementet.
Palatset är ritat av arkitekterna Jacques Carlu, Louis-Hippolyte Boileau och Léon Azéma och uppfördes inför världsutställningen i Paris 1937. När byggnaden uppfördes ersatte den Palais du Trocadéro som stått på platsen sedan världsutställningen 1878.
I paviljongerna ryms bland annat Musée de l'Homme och Musée de la Marine. Under terrassen som skiljer paviljongerna ligger Chaillots nationalteater och det franska filmbiblioteket. Vid palatset finns också en terrassanläggning med utsikt över Marsfältet och Eiffeltornet.
Den 10 december 1948 antogs FN:s deklaration om de mänskliga rättigheterna i Chaillotpalatset, där FN:s generalförsamling hade samlats.